# Miodrag Stanojlovic
Miodrag Stanojlovic (* 21. September 1908 in Druzetic bei Valjevo, Jugoslawien; † März 1984) war ein serbisch-orthodoxer Priester und Opfer des Nationalsozialismus. 

## Leben
Miodrag Stanojlovic wuchs als eines von vier Kindern einer Bauernfamilie in Druzetic bei Valjevo auf. Nach der Grundschule in Gola Glava besuchte er vier Klassen an einem Gymnasium in Valjevo. Er studierte anschließend Theologie an der Universität Stremski. 1932 machte er seinen Abschluss. Sechs Monate lang war er danach als Sanitäter bei der Königlichen Armee von Jugoslawien tätig. Nach dem Militärdienst wurde er zum Priester geweiht und arbeitete in der Kirchengemeinde seiner Heimatstadt. 1937 ging er nach Stitar bei Šabac. Politisch stand er der Demokratska Stranka nahe.
Nach der Besetzung Jugoslawiens durch deutsche und italienische Truppen wurde er erstmals 1941 verhaftet. Er kam nach sechs Monaten Haft wieder auf freien Fuß und konnte weiter als Priester dienen. Er blieb jedoch unter Beobachtung und wurde zwischen 1943 und 1944 denunziert, im antifaschistischen Widerstand tätig zu sein. Am 20. März 1944 wurde er verhaftet und kam nach einem kurzen Aufenthalt in einem Zwischenlager zunächst nach Belgrad. Sein weiterer Weg führte über das KZ Mauthausen (aufgenommen am 16. September 1944) bis zum KZ Dachau, wo er am 1. Dezember 1944 ankam. Dort verblieb er bis zur Befreiung durch US-amerikanische Truppen am 29. April 1945.
Er konnte anschließend seine Priestertätigkeit wieder aufnehmen und übte diese zuletzt im Rang eines Erzpriesters aus. Er war außerdem Statthalter der Gemeinde Macva.
Im März 1984 starb er im Alter von 75 Jahren.